# Artesanía de Chile
La artesanía de Chile, como una creación de raíz ancestral, cuyo oficio ha sido transmitido de generación en generación, es una importante manifestación de la identidad cultural del país y parte del patrimonio.
Históricamente, en Chile las técnicas y las materias primas utilizadas para la confección de las piezas artesanales se han establecido de acuerdo a las características del medio geográfico en el cual se desenvuelven, de modo que están asociadas a espacios determinados. La contribución manual en los productos artesanales es lo más significativo en el concepto de artesanía, pero también implica el dominio de un oficio técnico, el uso de herramientas especializadas y mecanismos complejos de producción. Las obras normalmente se confeccionan en un taller artesanal y son el fruto de una habilidad manual orientada hacia un propósito utilitario y lucrativo. A diferencia del arte popular, la artesanía no es una actividad ocasional y desinteresada.

## Conceptos básicos

### Artesano
Cultor o creador que se desempeña en la actividad artesanal, en la que predomina la acción y conocimiento humano por sobre un proceso mecanizado. Los artesanos elaboran piezas útiles, objetos simbólicos, rituales o estéticos a partir del uso de materias primas, las que provienen de recursos sostenibles. Generalmente, estas materias primas representan el medio cultural en el que se desenvuelve el artesano.

### Pieza u objeto artesanal
Son los elementos utilitarios y/o decorativos creados y elaborados por artesanos/as, ya sea totalmente a mano o con ayuda de herramientas manuales e incluso de medios mecánicos, siempre que la contribución manual directa del artesano/a siga siendo el componente más importante del elemento acabado, elaborándose sin limitación por lo que se refiere a la cantidad, y utilizando materias primas y recursos sostenibles.

## Artesanías por zona geográfica

### Zona Norte

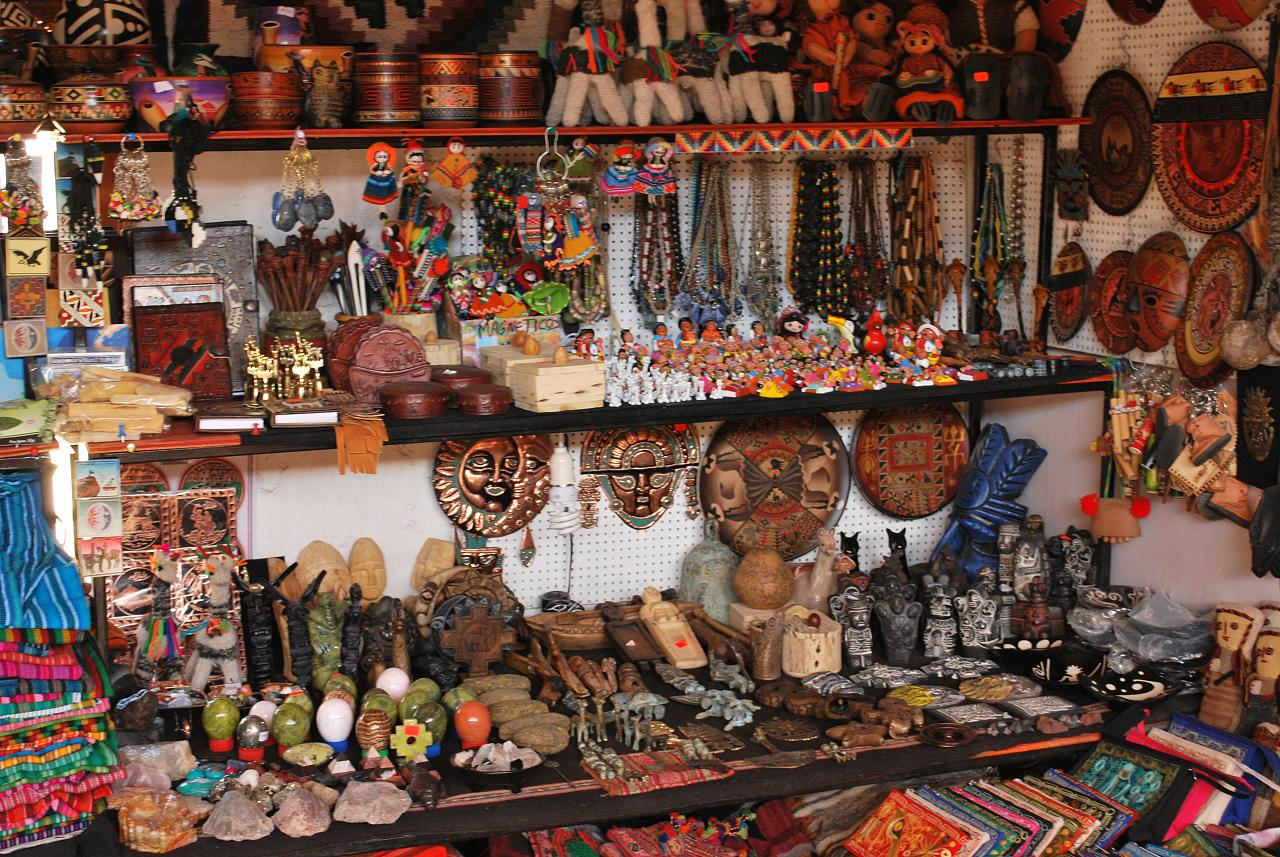
Tienda de artesanías y suvenires de producción seriada en San Pedro de Atacama.

En las regiones de Arica y Parinacota y de Tarapacá, las principales manifestaciones de artesanía corresponden a elementos textiles realizados por comunidades del pueblo aimara hechos principalmente en lana de llama y alpaca, destacando en localidades como Cariquima e Isluga. Entre las características de dichas artesanías está su vínculo con la actividad de pastoreo de auquénidos. También se elaboran objetos conocidos como «culebrillas», utilizados principalmente para adornar las cabezas de los animales y con usos ceremoniales.
En el altiplano de la Región de Antofagasta la alfarería se encuentra muy reducida y casi extinta en varias localidades, concentrándose principalmente en San Pedro de Atacama, donde también se desarrollan numerosos objetos textiles al igual que en otros pueblos del altiplano como Socaire y Ollagüe; parte de los objetos hechos en cerámica corresponden a reproducciones de piezas arqueológicas atacameñas. Otro icono de la artesanía de la zona es el tallado en piedra volcánica de Toconao, desarrollado a partir de mediados de los años 1960 y que consiste principalmente en reproducciones del campanario de la iglesia local, animales y utensilios de uso cotidiano. También se ha desarrollado artesanía tallada en madera de cactus.
En la Región de Atacama las artesanías desarrolladas de manera extensiva han sido las reproducciones de cerámica indígena, principalmente con influencia diaguita, en el valle del Huasco y especialmente en la localidad de El Tránsito. También se realizan diferentes objetos textiles con influencia andina. En la localidad de Freirina se ha desarrollado la artesanía en greda y en totora, siendo esta última reconocida por su antigüedad. La artesanía textil perteneciente al pueblo colla se ha mantenido gracias a organizaciones indígenas de los sectores de Potrerillos, Copiapó y el río Jorquera.

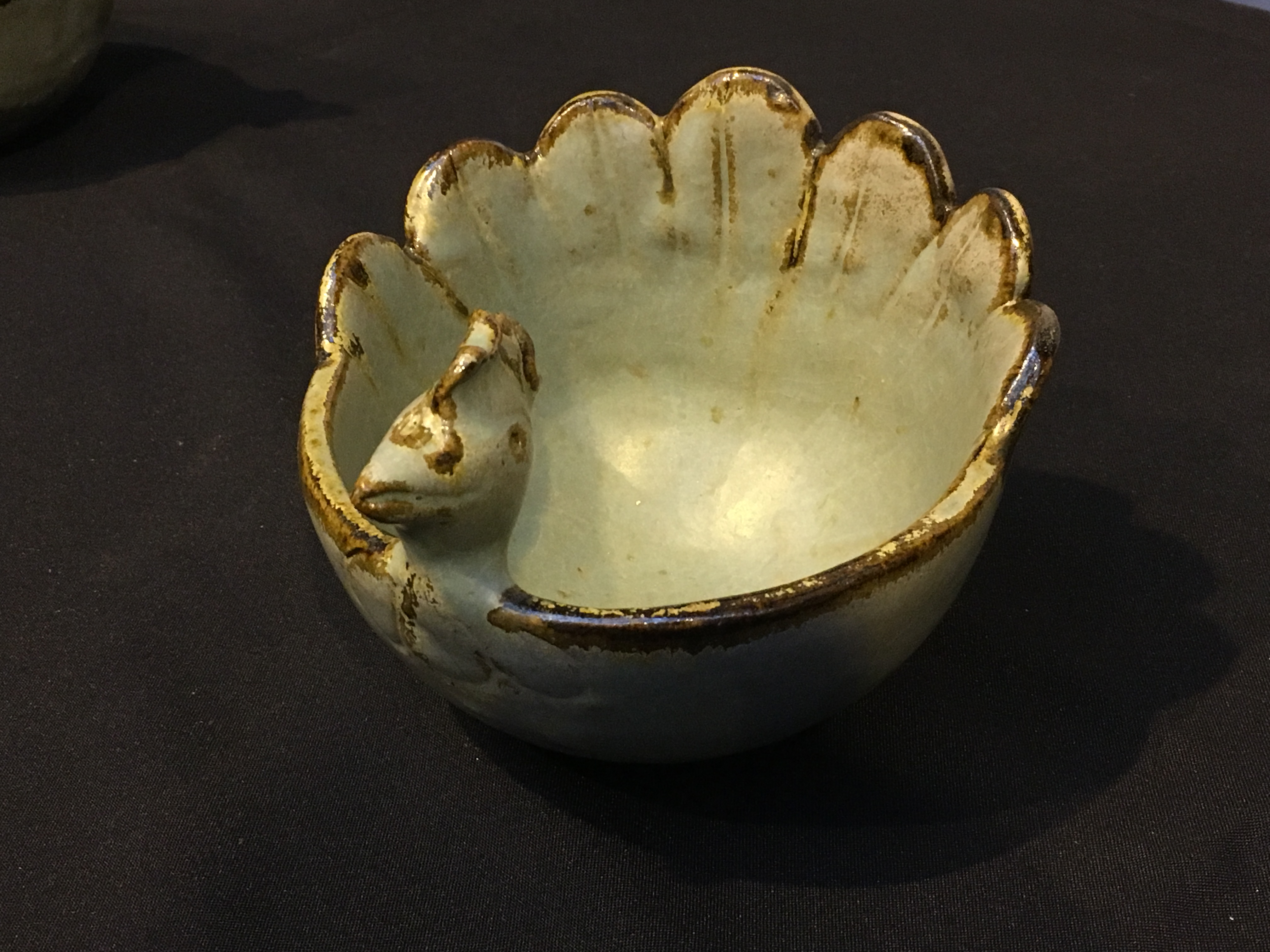
Cerámica gres de Guangualí.

La Región de Coquimbo destaca principalmente en artesanías desarrolladas en cerámica (reproducciones de alfarería diaguita realizadas principalmente en el área de La Serena), piedra (elementos decorativos tallados en piedra combarbalita y lapislázuli en la localidad de Combarbalá) y textiles en telar (desarrollados en el pueblo de Chapilca en el valle del Elqui, con un importante influjo indígena). También se ha desarrollado un estilo de cerámica gres para artefactos utilizados realizados por un grupo de artesanas en la localidad de Guangualí. Por otra parte, en la ciudad-puerto de Coquimbo se han desarrollado artesanías hechas con conchuelas; en la primera mitad del siglo XX se elaboraran cajuelas y marcos, evolucionando para desarrollar actualmente diversos tipos de miniaturas y suvenires.

### Zona central

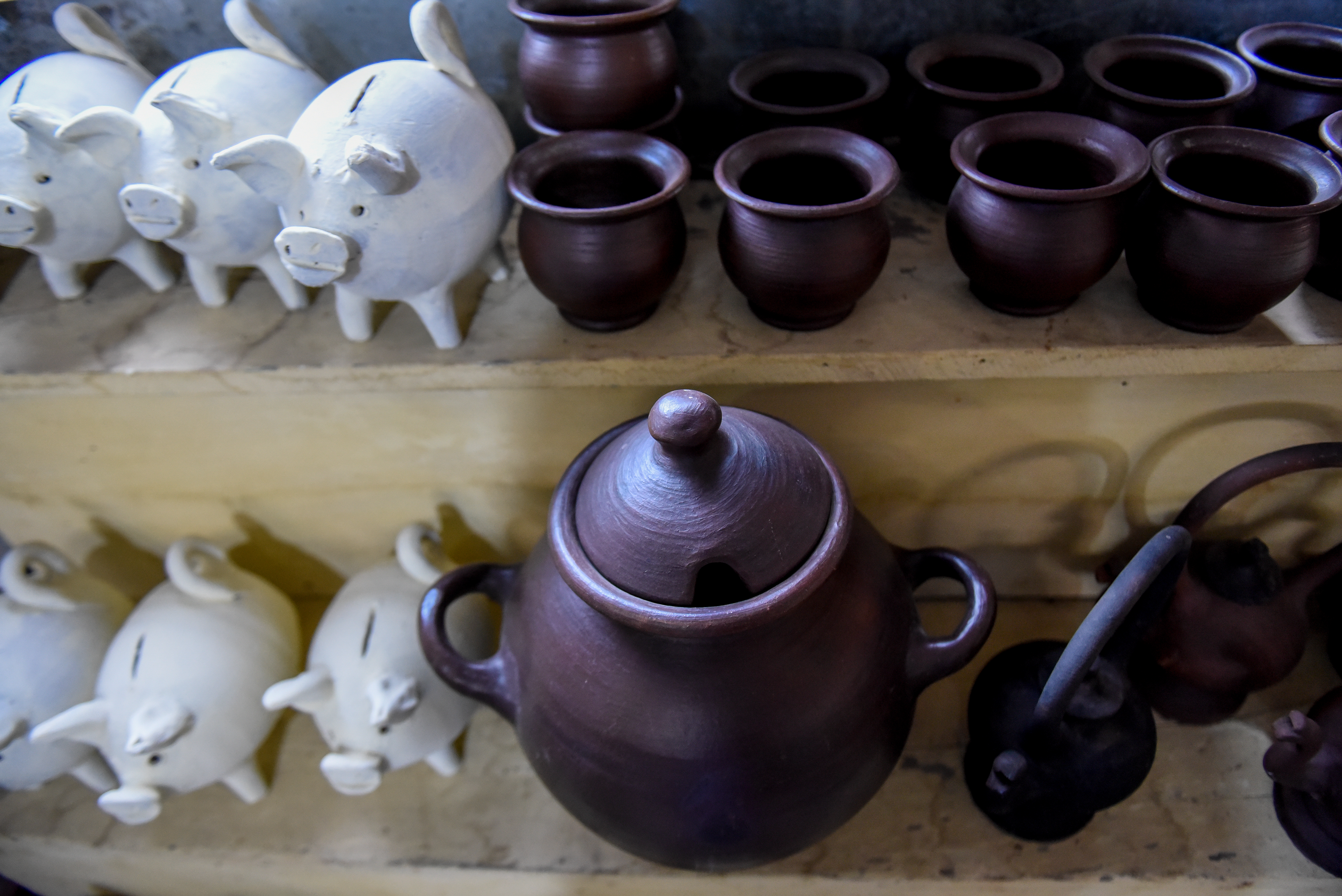
Artesanía en greda de Pomaire.

En la zona norte de la Región de Valparaíso la artesanía textil en lana posee exponentes principalmente en Quebrada del Pobre, Valle Hermoso y La Ligua, siendo esta última localidad la más importante en cuanto a su comercialización y que ha adquirido un carácter semi-industrial, sumado al uso de fibras sintéticas. En Isla de Pascua también se encuentran numerosos tallados en piedra y madera nativa realizados por artesanos locales siguiendo tradiciones de su pueblo.

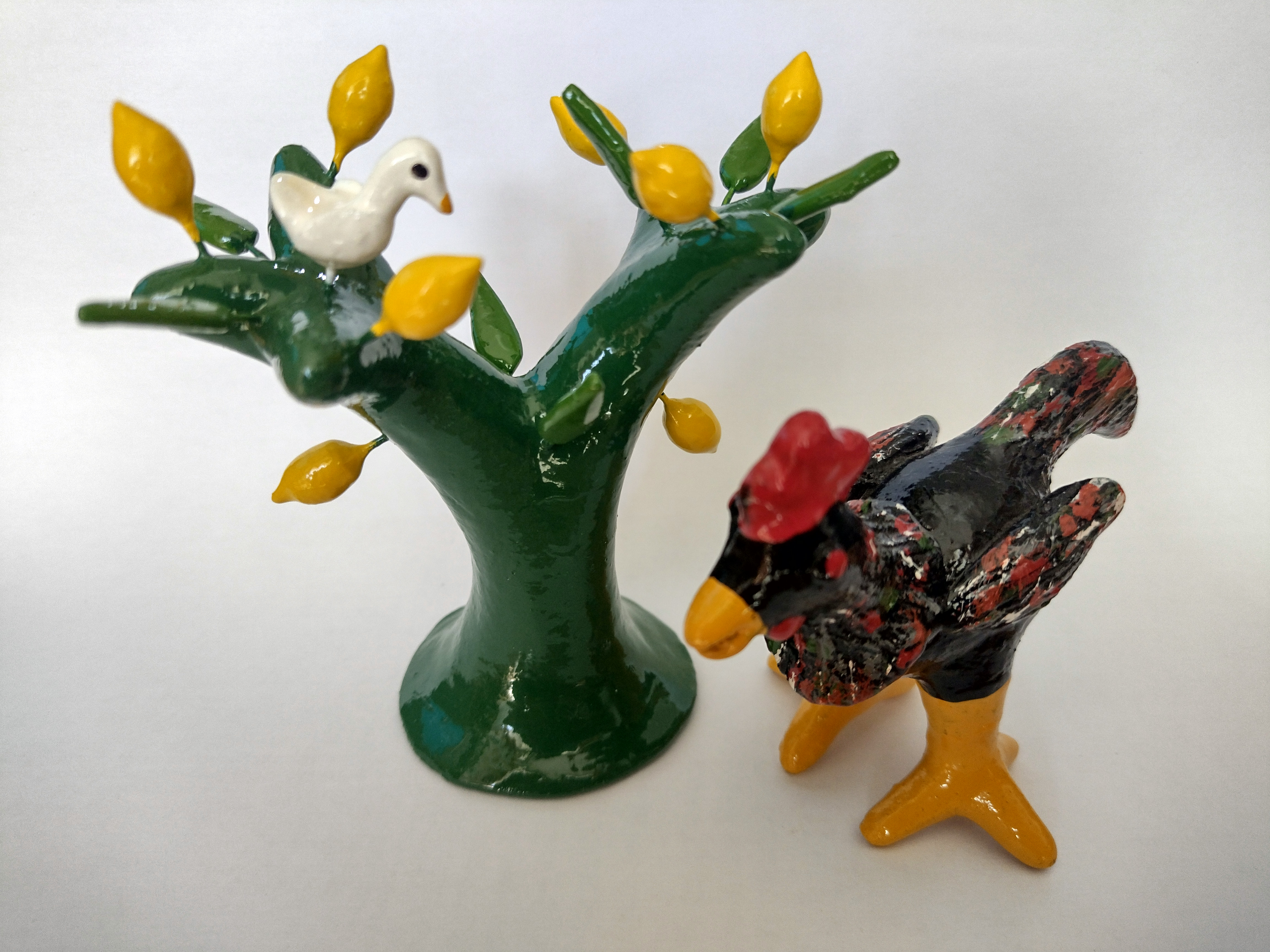
Figuritas en loza policromada de Talagante.

Por otro lado, la alfarería en la Región Metropolitana de Santiago posee dos exponentes principales: la cerámica en greda de Pomaire y la loza policromada de Talagante; esta última se remonta a la época colonial, desarrollada inicialmente por las monjas claras y desde fines del siglo XIX por una familia de artesanos de la localidad que ha perpetuado la tradición de las figuritas pintadas que representan aspectos tradicionales de la zona. También se han desarrollado diversos aspectos de artesanía urbana en el Gran Santiago, destacando las arpilleras realizadas principalmente en Peñalolén y Pudahuel a partir de la dictadura militar y que plasmaban en sus obras, a modo de comunicación y denuncia, la búsqueda de sus familiares detenidos desaparecidos y otras temáticas sociales.
En la Región de O'Higgins las principales artesanías destacadas son los artefactos en mimbre de Chimbarongo, tallados en piedra rosada de Pelequén, textiles de Doñihue (especialmente los chamantos utilizados por los huasos), sombreros de paja en la zona de Colchagua (principalmente en La Lajuela, San Pedro de Alcántara y Quebrada Los Romeros) y la cerámica policromada de Lihueimo, que posee similitudes a la loza policromada de Talagante.

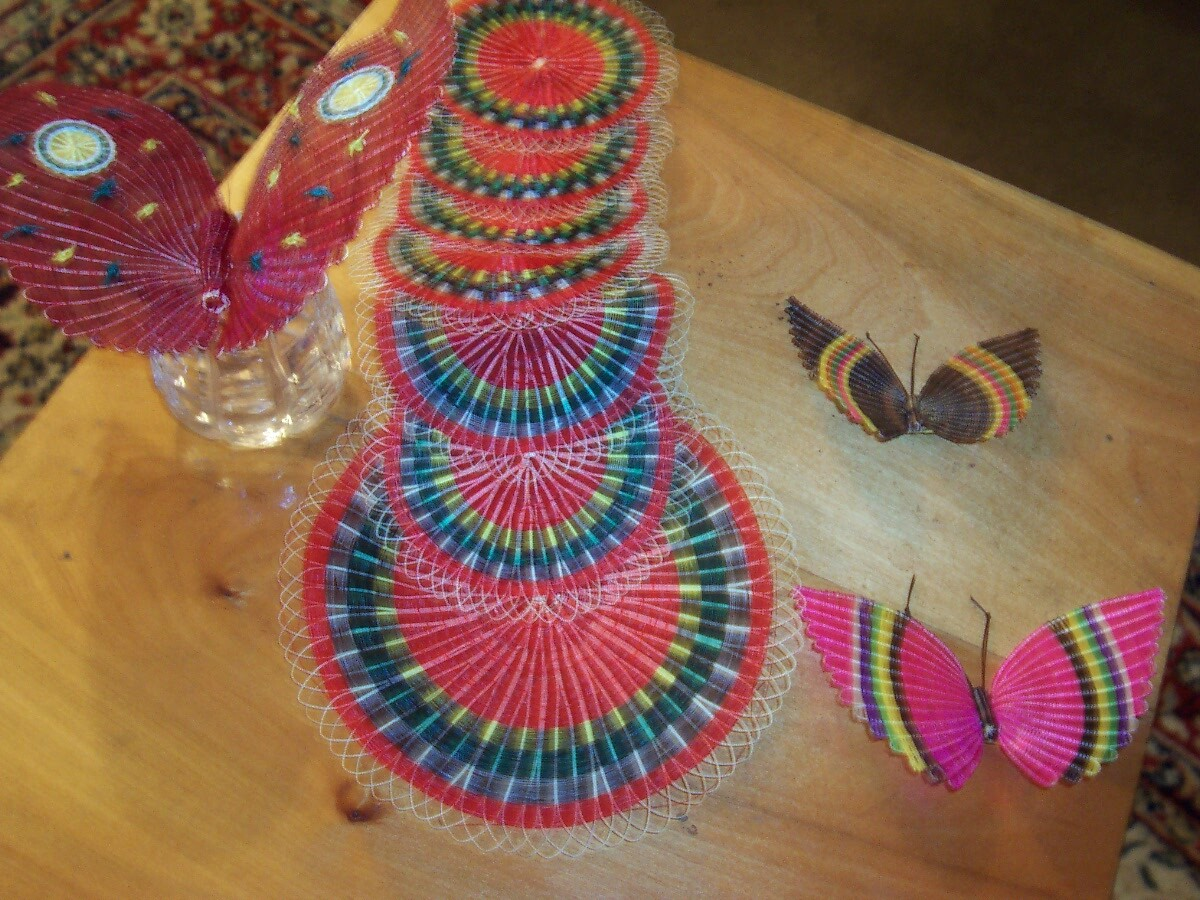
Artesanía en crin de caballo de Rari.

La localidad de Rari en la Región del Maule posee la artesanía desarrollada en crin, desarrollada desde la época colonial; las principales artesanías realizadas son mariposas y figuritas femeninas que destacan por su colorido y la técnica empleada para su elaboración. En la localidad de Quinamávida los tejidos en telar son la principal artesanía, mientras que en la localidad de Pilén la alfarería destaca por la loza utilitaria y sus artesanas fueron declaradas como Tesoros Humanos Vivos por la Unesco en el año 2012.

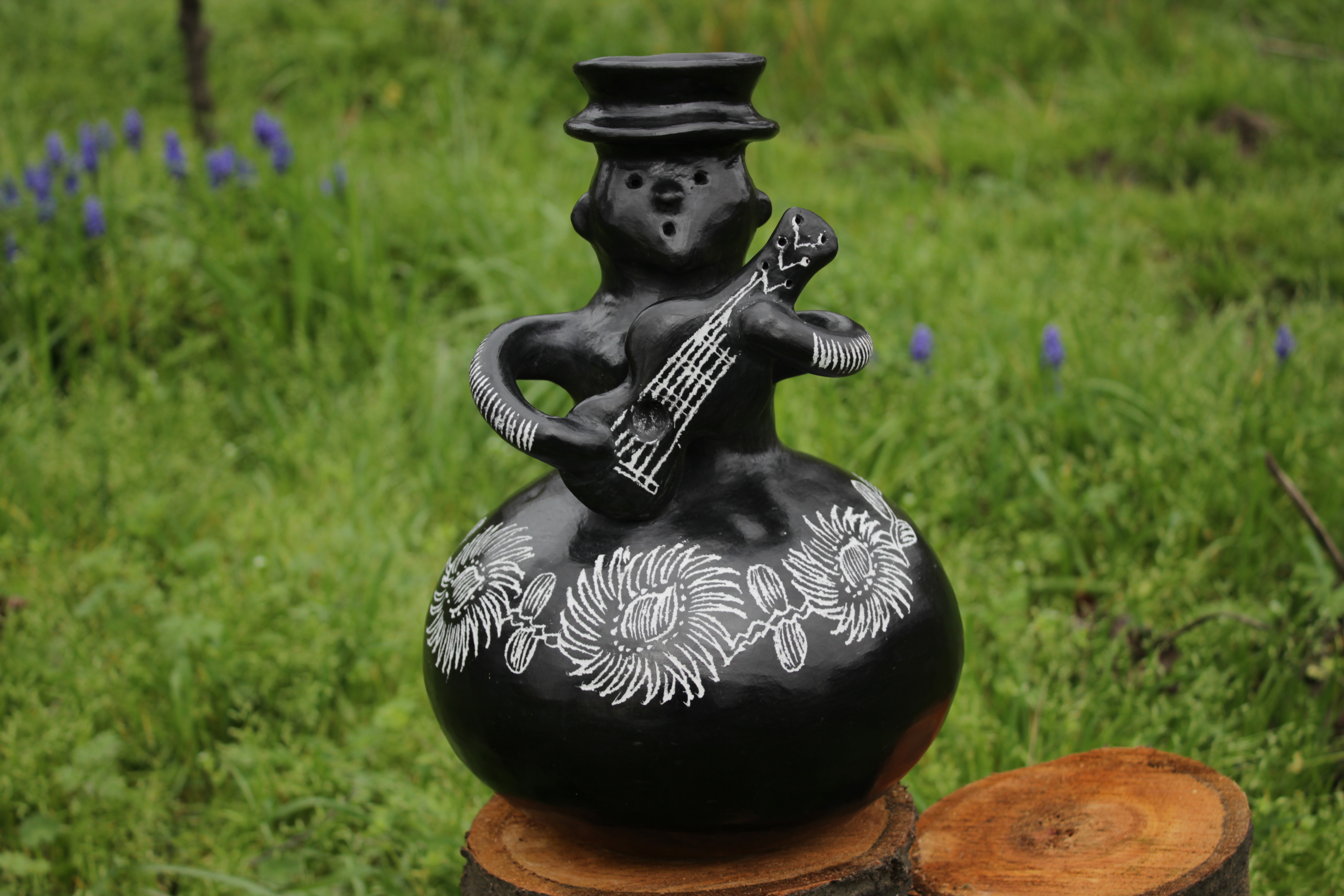
«La guitarrera», figura icónica hecha en cerámica negra de Quinchamalí.

Hacia la Región de Ñuble la artesanía más reconocida de la zona es la cerámica negra de Quinchamalí; la figura decorativa de «la guitarrera» se ha convertido en un icono de la localidad. También se ha desarrollado el tejido de la cuelcha en el valle del Itata, existiendo centros artesanales importantes en Ninhue y Chillán. En esta última ciudad también han obtenido renombres los artesanos en metal que elaboraban las espuelas de los huasos. En la localidad de Liucura, cerca de General Cruz, se realiza artesanía en paja de trigo que se caracteriza por una cestería rectilínea.
En la Región del Biobío la alfarería elaborada en la zona de Nacimiento, principalmente en arcilla y consistente en elementos utilitarios y tejas, ha sido reconocida por su carácter tradicional; la cerámica en greda también ha sido característica de la zona de Quebrada de las Ulloa. En la localidad de Copiulemu comenzó a desarrollarse a partir de 1974 un estilo característico de bordado en lana, incentivado por Rosmarie Prim. La cestería, principalmente como herencia mapuche, tiene sus principales exponentes en las localidades de Hualqui —donde se utiliza coirón (Nassella chilensis) y chupón (Greigia sphacelata)— y Huentelolén —donde se utiliza la ñocha (Eryngium paniculatum)—, elaborando objetos utilitarios como canastos.

### Zona sur

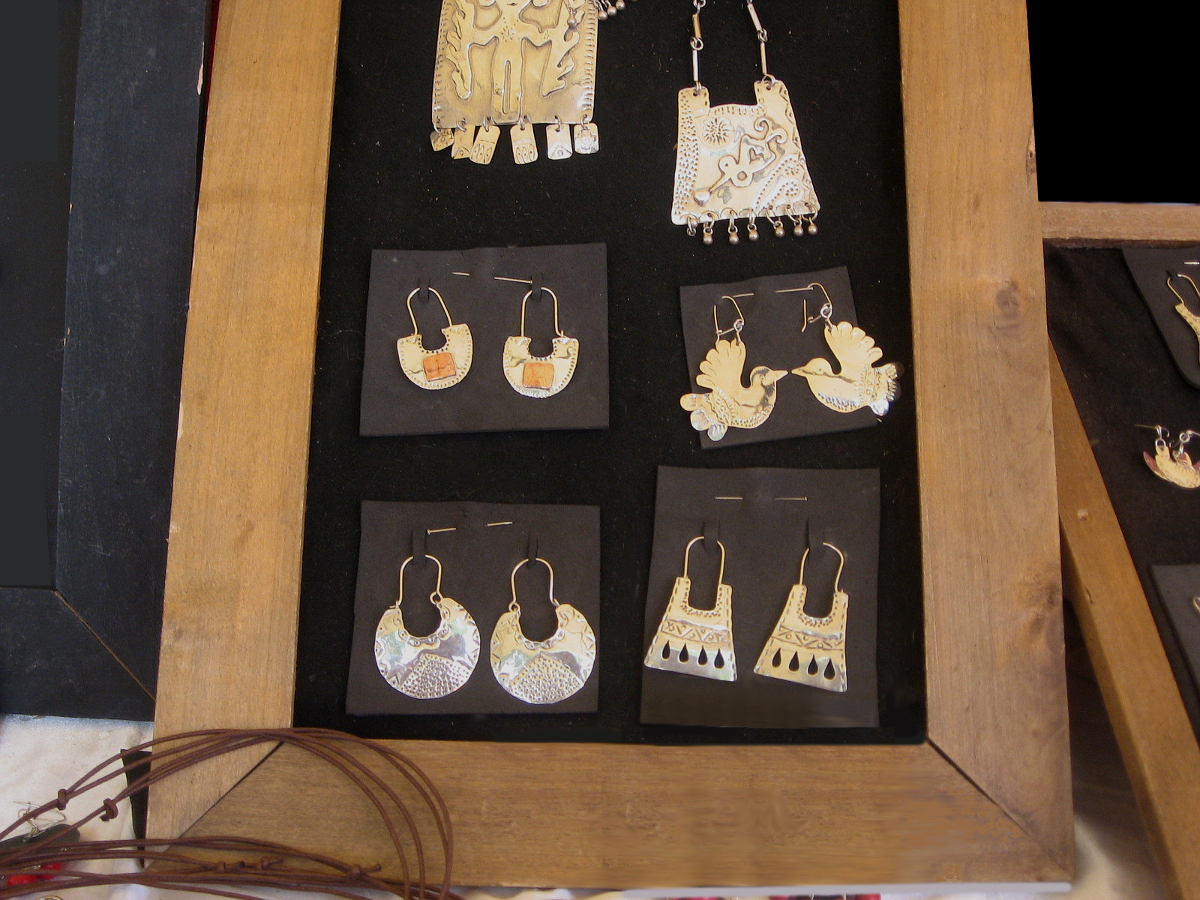
Zarcillos de platería mapuche.

En el pueblo mapuche destaca especialmente la platería, encontrando principalmente joyas y artefactos decorativos realizados por artistas tradicionales. También se han realizado textiles de alta calidad en telar, donde destacan los motivos geométricos, además de tallados en madera que se realizan en las principales ciudades de la región. En el sur de Chile es especialmente popular también el indio pícaro, artesanía en madera que consiste de la imagen de un aborigen con atuendos mapuches pintados coloridamente y una amplia sonrisa que, al ser levantado, muestra un pene erecto.
En la Región de Los Ríos una de las artesanías más reconocidas es la cestería tradicional mapuche realizada con boqui pil-pil en Mehuín Bajo, que incluye desde elementos funcionales como cestas y recipientes hasta elementos decorativos como figuras de árboles y pájaros. Por su parte, en la Región de Los Lagos se destacan las artesanías textiles y de cestería elaboradas en San Juan de la Costa.

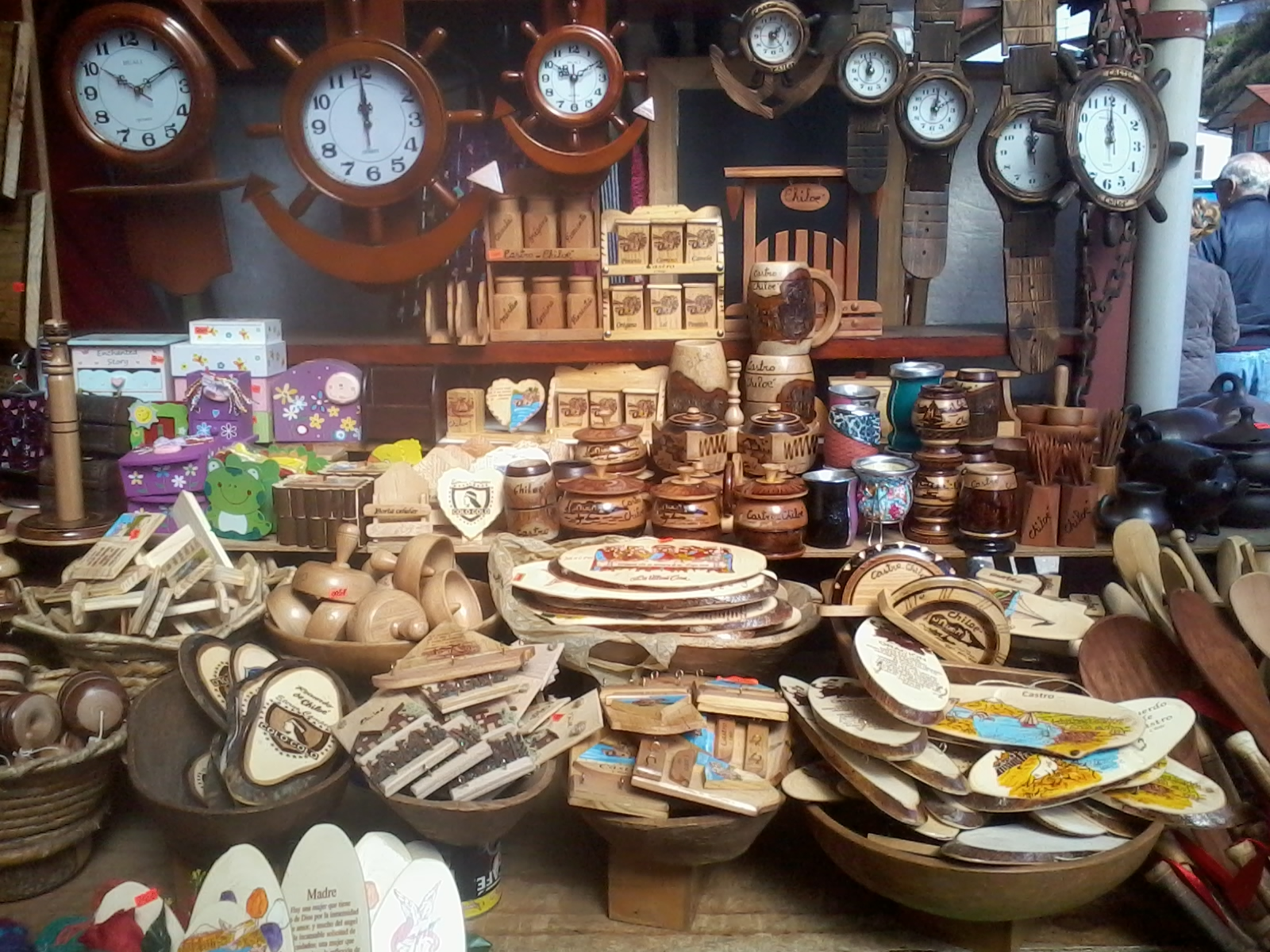
Artesanía chilota en madera en una feria de Castro.

La zona de la provincia de Llanquihue se caracteriza principalmente por la producción de textiles y cestería. En Isla Maillen se han desarrollado artesanías en mimbre, mientras que los textiles se han encontrado en localidades como Lenca y Chaica, ubicados al interior del seno de Reloncaví; en la localidad de Piedra Azul, a 20 km de Puerto Montt, un grupo de alrededor 20 artesanas ha fabricado alfombras de nudo, consideradas las mejores de la región. También se han realizado tejidos a palillo en Los Muermos, Salto Chico, Rulo y Putenio. Por otra parte, en los pueblos de Ilque y Copahue se realiza cestería con junquillo de flor, el cual es teñido con anilinas para producir colores vistosos.
En el archipiélago de Chiloé existen numerosas manifestaciones de artesanía, las cuales varían notoriamente entre cada localidad. En Quinchao, Chaigüe y Llingua la principal actividad es la textilería en lana de oveja con una técnica de tres tramas. Curaco de Vélez es reconocida por la fabricación del rabel, instrumento musical típico chilote conocido también como «violín campesino» que posee tres cuerdas que se frotan con un arco. En Ancud se realizan artesanías decorativas con conchas de moluscos típicos de la zona, y en diversas localidades de las islas la cestería se elabora esencialmente con fibras de ñapu, manila, quilineja, boqui, ñocha y quiscal.

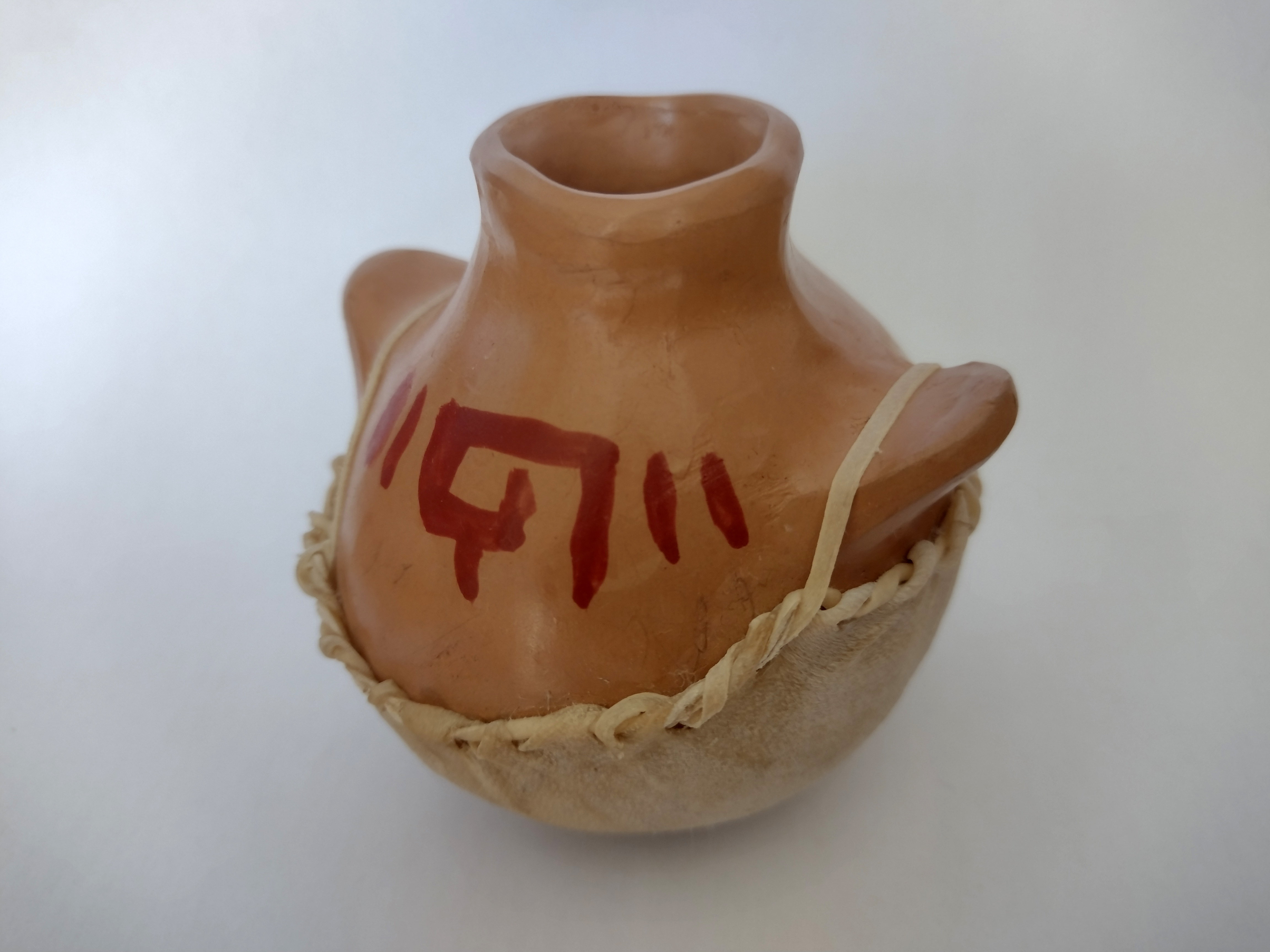
Cacharro de greda de Puerto Ingeniero Ibáñez.

En la Región de Aysén la artesanía desarrollada es principalmente del sector textil (mediante tejidos de lana en Puerto Aysén, Puerto Cisnes, Coyhaique, Balmaceda y Cochrane), en donde destacan las alfombras de lana anudada hecha a mano en Puerto Puyuhuapi, siguiendo una tradición de los colonos alemanes que se asentaron en el lugar, encabezados por Walter Hopperdietzel, quien instaló en los años 1940 una fábrica que cerró sus puertas en 2018 debido a la falta de materia prima. En Puerto Ingeniero Ibáñez el sacerdote Antonio Ronchi creó en 1977 un taller de artesanía que buscaba generar ingresos para los habitantes del lugar; con base en ello se desarrolló un estilo de alfarería que corresponde a cacharros de greda extraída del río Ibáñez y decorados con alusiones a las pinturas rupestres del sector y con un forro de cuero en su base. La talabartería es una actividad artesanal que también se ha desarrollado tanto en la región de Aysén como en la de Magallanes.

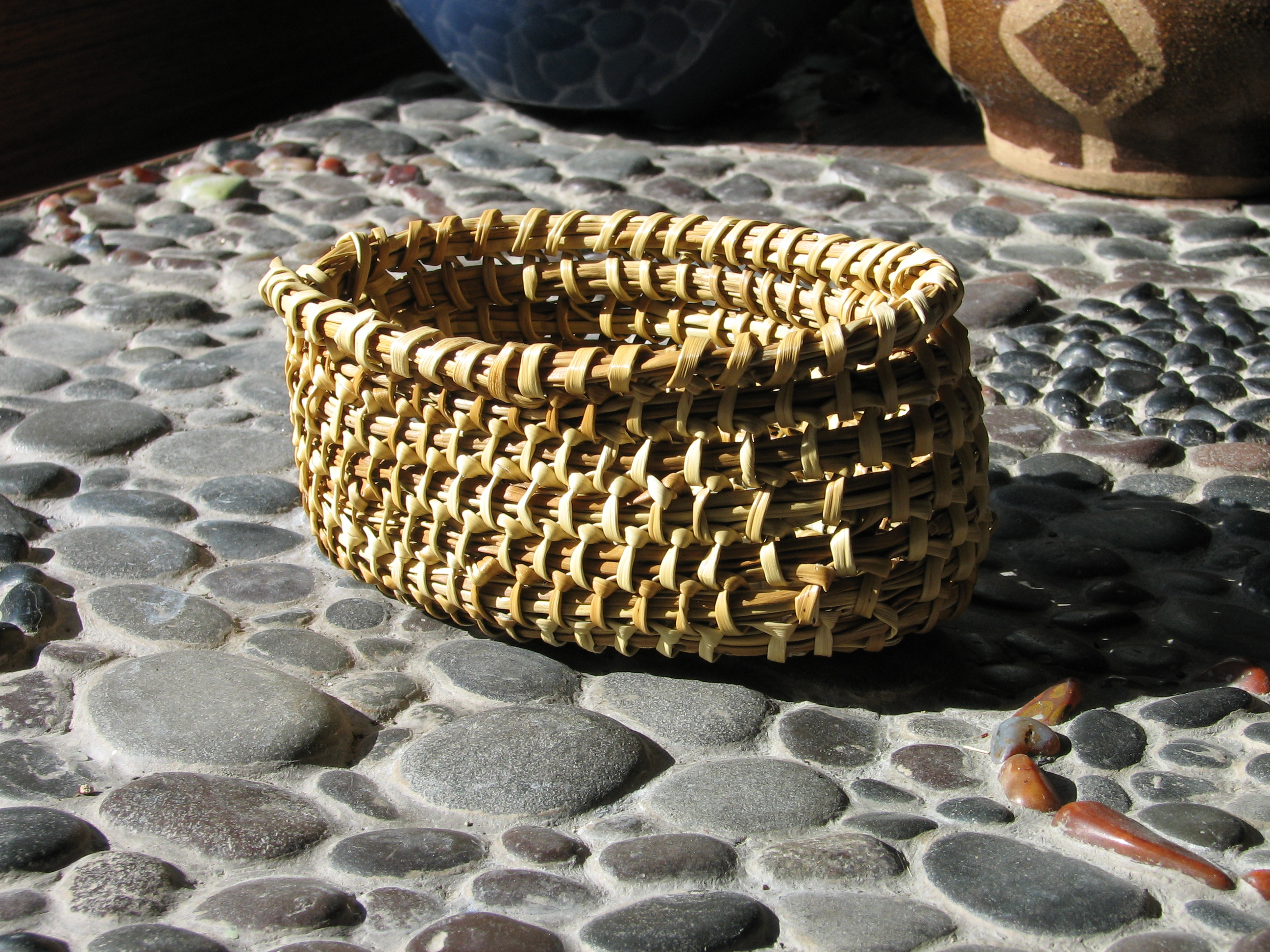
Cesta típica yagán.

En la zona de los canales australes de la Región de Magallanes, la cestería elaborada por el pueblo yagán se mantiene prácticamente sin alteraciones desde tiempos ancestrales. El proceso consiste de cinco fases: diseño, recolección del junco (Marsippospernum grandiflorum) apropiado al diseño, cocido o aireado, tejido y su venta o uso privado. El 25 de abril de 2019 la cestería yagán fue incorporada al Inventario de Patrimonio Cultural Inmaterial, dependiente del Ministerio de las Culturas, las Artes y el Patrimonio. También se fabrican arpones con huesos de ballenas varadas y réplicas en miniatura de canoas yaganes en madera. Los descendientes del pueblo kawésqar, concentrados principalmente en Puerto Edén, también han desarrollado su artesanía con base en la cestería y tallados en madera, así como también se realizan reproducciones a escala de la canoa kawésqar de corteza.

## Clasificación y materialidades

### Textil

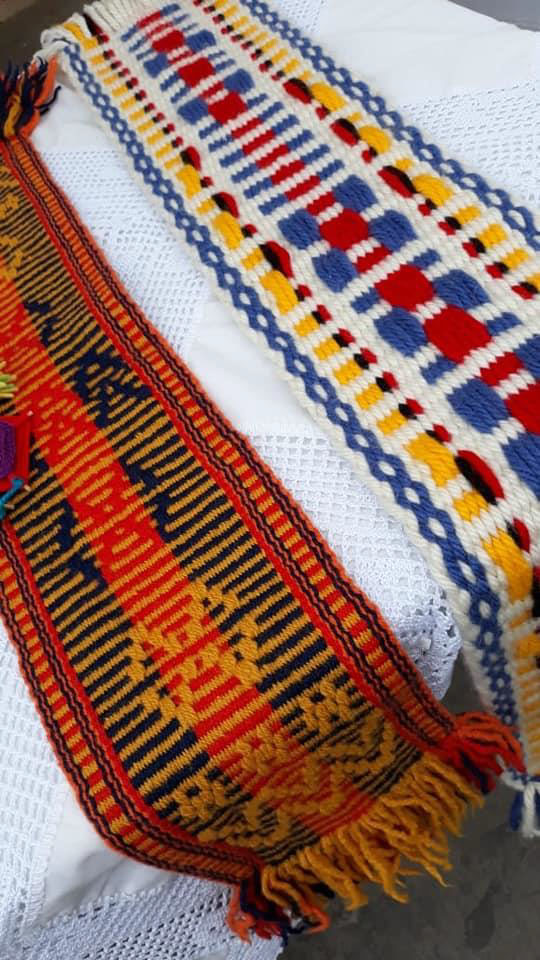
Textilería mapuche.

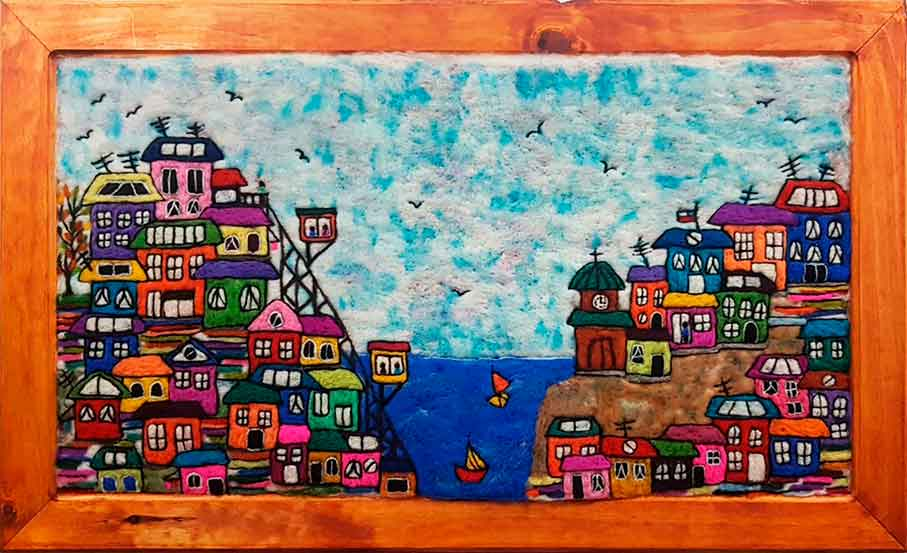
Pintura con fieltro agujado sobre una capa de lana. Iconografía de Valparaíso.

#### Materias primas
La fibras son preparadas mediante hilado para su posterior uso y se clasifica en:
- Fibras animales (alpaca, vicuña, oveja)
- Fibras vegetales (algodón, cáñamo, lino)
- Fibras sintéticas (poliéster, acrílicos, nailon)

#### Disciplinas y técnicas
- Telar: Esta disciplina en Chile contempla técnicas como el witral, telar a pedal, telar de mesa y el telar María.[cita requerida]
- Tejidos a una aguja (croché)
- Tejidos a dos o más agujas (palillos)
- Frivolité
- Macramé
- Quipu (nudos)
- Fieltro agujado
- Fieltro húmedo
- Arpillera: técnicas de bordado con hilo, cinta, etc.
- Muñequería en textil
- Estampados únicos
- Batik
- Shibori
- Estampado botánico
- Patchwork

### Metal

#### Materias primas
- Metales preciosos: oro, plata y platino.
- Metales semipreciosos: cobre, aluminio, níquel y estaño.
- Aleaciones de metal: alpaca, bronce y latón.

#### Disciplinas
- Orfebrería
- Joyería
- Cobre martillado
- Herrería
- Alambrismo
- Hojalatería

#### Técnicas
Doblado, torcido, fundido, repujado, laminado, forja o martillado, calado, grabado, esmaltado, patinado, trefilado, burilado, soldado, engarzado, limado, estampado, bombeado, acanalado, cestería, tejido a croché.[cita requerida]

### Madera

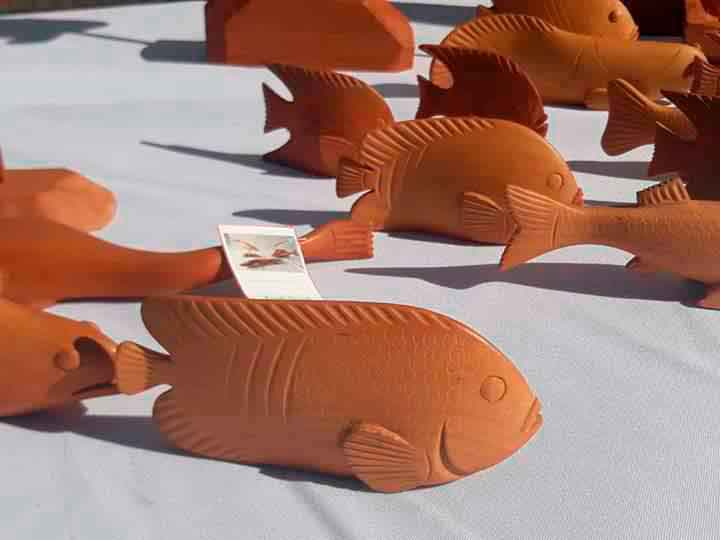
Peces tallados en maderas nativas.

#### Materias primas
1. Maderas nativas: roble, raulí, alerce, mañío, coigue, hualle, coligue, ciruelillo, corazón de espino, picoyo, canelo, arrayán, avellano y chañar.
2. Maderas exóticas: álamo, pino, eucalipto, ciprés, ébano y guayacán.
3. Otras Maderas: bambú, coligue, caña, agave y cactus.

#### Disciplinas
- Tallado
- Ebanistería
- Tornería
- Lutheria
- Juguetería en madera

#### Técnicas
Taracea, marquetería, ensamblado, grabado, pirograbado, pintado a mano alzada, corte y calado.[cita requerida]

### Cerámica

#### Materias primas
Se utilizan diversos tipos de arcillas (bentonitas, caolín, etc.),  rocas blandas altas en aluminosilicatos (feldespatos), que se hacen plásticas al mezclarse con agua. Una vez secas, adquieren dureza e impermeabilidad al calentarlas sobre 800C°. Además, en la preparación de pastas se suele  incorporar cuarzo y calcio.

##### Tipos de cerámica según temperaturas de cocción
- Bizcocho y terracota: 800 a 950 C°
- Loza: 950 a 1100 C°
- Gres:1200 a 1350 C°
- Porcelana: 1350 a 1500 C°

#### Disciplinas
- Alfarería (torno manual, pedal o eléctrico)
- Modelado (placas, pellizco, lulo)
- Vaciado
- Loza policromada

Se trabajan en horno a leña, a gas o eléctrico.

### Cestería con fibras

#### Materias primas
- Fibras vegetales: Pita, mimbre, junco, junquillo, palma, totora, hoja de choclo, teatina, cochayuyo
- Fibras animales: Crin

#### Disciplinas
- Mueblería
- Piezas u objetos utilitarios, decorativos
- Accesorios

#### Técnicas
Embarrilado, tejido, urdiembre, trenzado, rebajado, teñido, encolado, cocido, secado.[cita requerida]

### Piedra

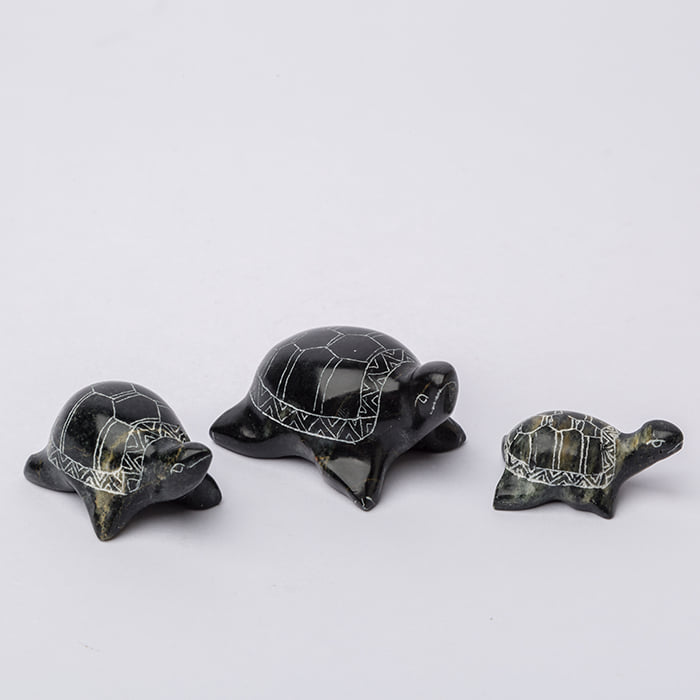
Tortugas talladas en piedra.

#### Materias primas
- Rocas ígneas (piedras volcánicas, granito, combarbalita, diorita, obsidiana)
- Rocas sedimentarias (caolín, caliza, arcillas)
- Rocas metamórficas (mármol, piedras semipreciosas)
- Piedras preciosas (Diamante, Rubí, Zafiro, Esmeralda)

#### Disciplinas
- Esculpido
- Lapidación
- Cantería

#### Técnicas
Cincelado, grabado, tallado, torneado, facetado.

### Cuero

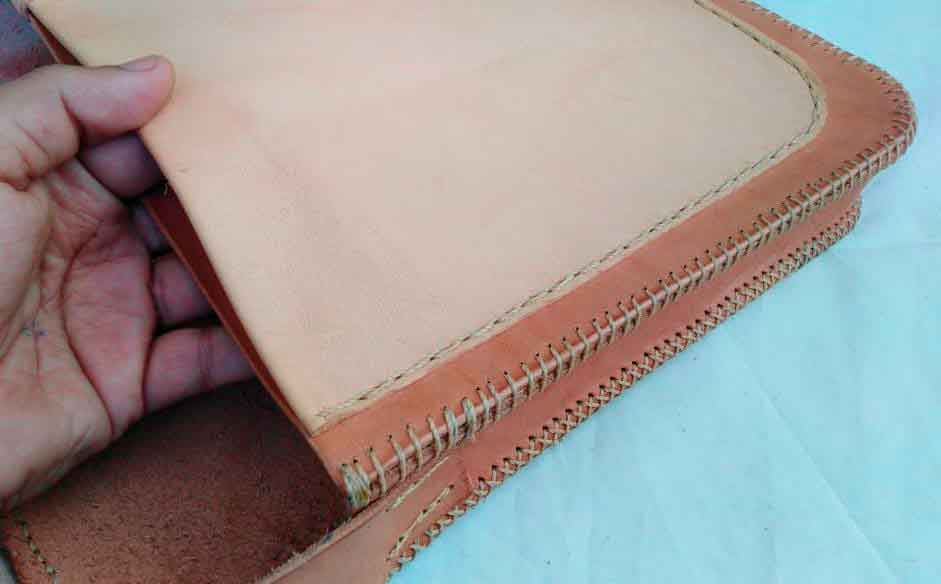
Bolso de cuero con terminaciones y cosido a manual.

#### Materias primas
Badana, chiporro, sueleta, suela, descarne, nobuk, engrasado, charol, entre otras.

#### Disciplinas
- Curtido
- Talabartería
- Marroquinería
- Zapatería

#### Técnicas
Repujado, sobado, amasado, tallado, grabado y pirograbado, modelado, cincelado, pintado, bordado, teñido, trenzado, golpeado, patchwork.

### Papel

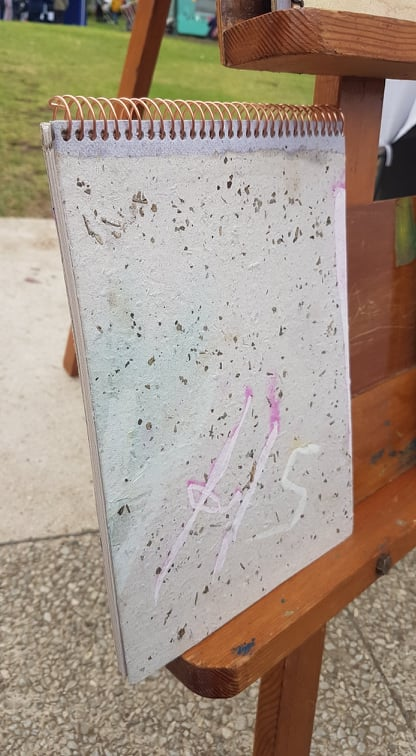
Encuadernación artesanal con papel reciclado.

#### Materias primas
Papel craft, papiro, diario, vegetal, cartón, cartulina, couché, corrugado, roneo, hoja-folio, de primer uso o reciclado.

#### Disciplinas
- Maché
- Cartapesta
- Encuadernación
- Tarjetería artesanal
- Origami

#### Técnicas
Encolado, picado, teñido, pintado,grabado, empastado, modelado, repujado.

### Hueso, cuerno, concha y marfil

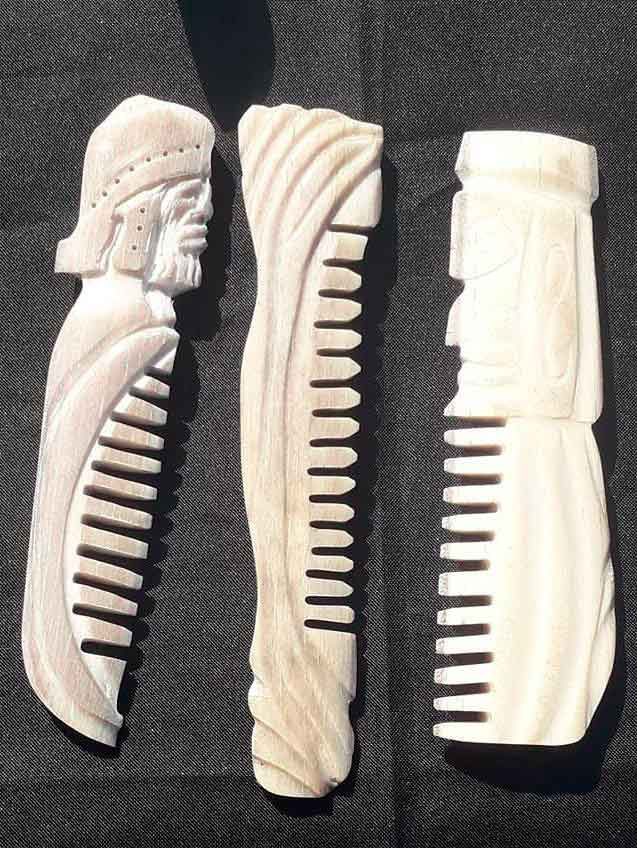
Peines tallados en hueso.

#### Materias primas
- Hueso
- Caparazón de tortuga
- Cachos
- Conchas
- Marfil (dentina)

#### Disciplinas y técnicas
- Tallado
- Calado
- Laminado
- Esgrafiado
- Cincelado

### Vidrio

#### Materias primas
Expectrum, kokomo, martelé, wispy, texturado, lisos y otros.[cita requerida]

#### Disciplinas y técnicas

##### Técnicas de transformación en frío
- Vitral
- Vitromosaico
- Vitrocemento (emplomado, Tiffany o copper foil)

##### Técnicas de transformación en caliente
- Fundido o soplado
- Vitrofusión (grisalla)

### Otras materialidades

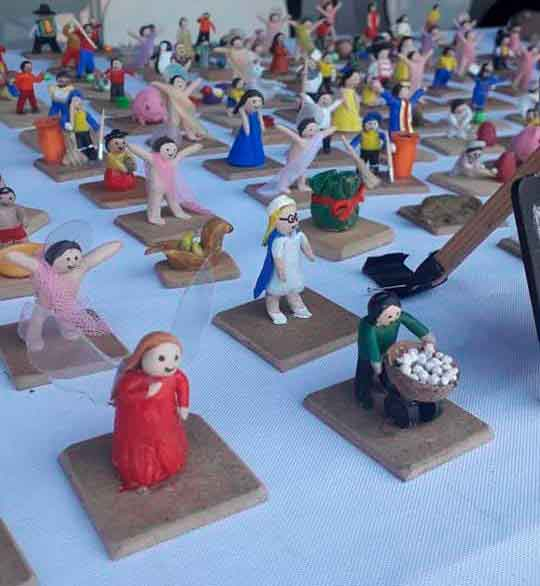
Figuras de personajes cotidianos del barrio Puerto elaborados en cerámica en frío.

#### Materias primas naturales
- Semillas (coquitos de eucalipto, jacarandá, cuescos, cáscaras de nuez, etc.)

##### Técnicas con materias primas naturales
- unión de partes
- grabados
- tallado
- pintado
- calado
- pulido

#### Materias primas procesadas-urbanas
- Cerámica en frío, macilla epoxi: Materiales trabajados con técnica de modelado o moldeado, buscando la expresión y originalidad en cada pieza u objeto.
- Yeso, ciña, cemento, resina: Materiales que se trabajan en moldes

##### Técnicas con materias primas procesadas-urbanas
- Retablo
- Moldes

### Reciclado

#### Materias primas
Residuos sólidos domiciliarios y reutilización de otros materiales en buen estado como trapillo, botellas, cordeles o cuerdas, caucho, envases de metal, utensilios de metal, etc.

#### Disciplinas
Utilizando las diversas técnicas de elaboración y transformación de la materia, junto con los materiales reciclados, se puede lograr la creación de una nueva pieza u objeto artesanal, completamente diferente del objeto original.

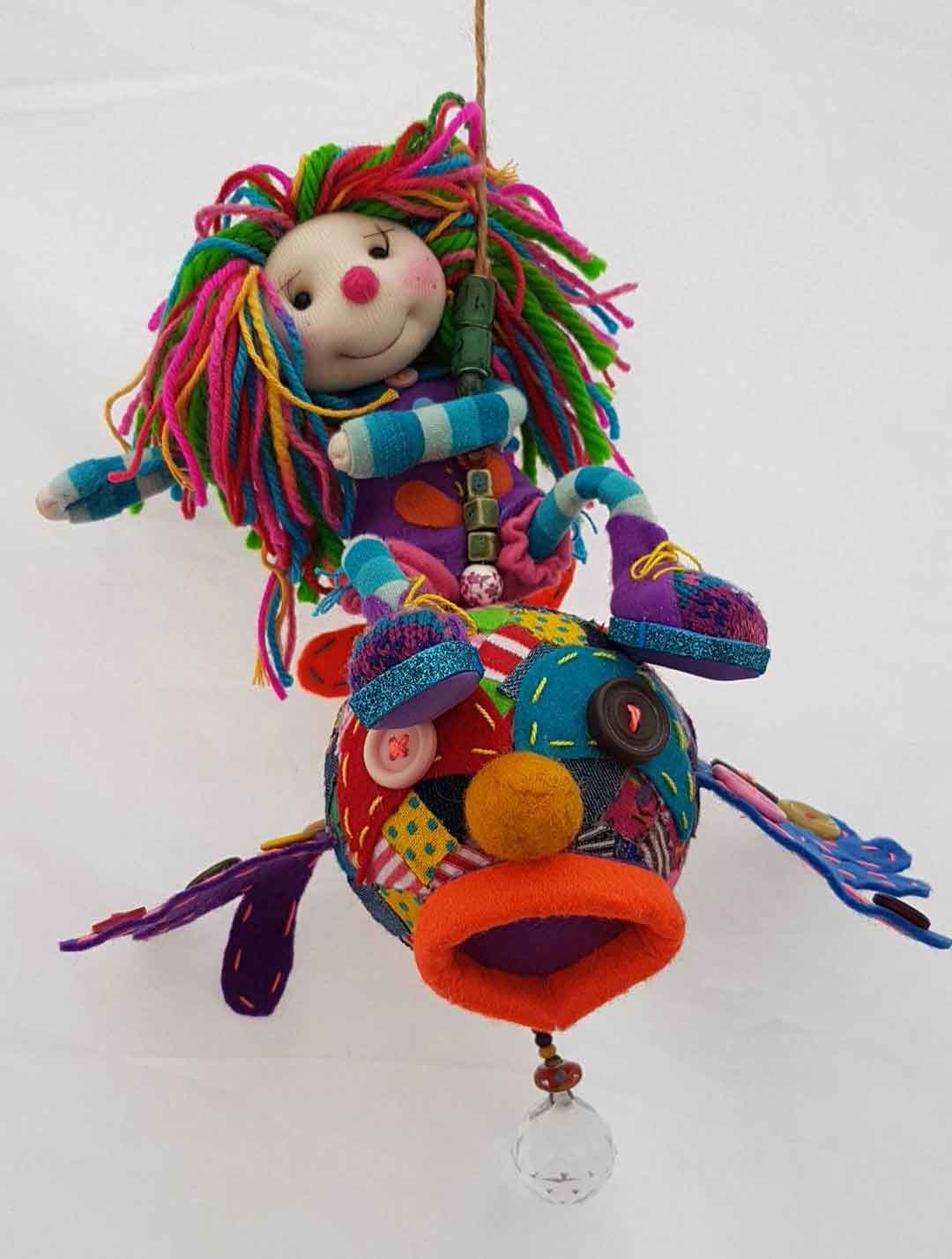
Muñequería usando materias primas recicladas
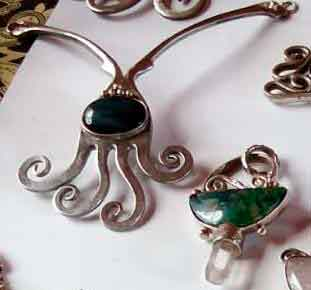
Piezas artesanales usando utensilios reciclados